# Urlo (poema)
hipsters dal capo d'angelo ardenti per l'antico contatto celeste con la dinamo stellata nel macchinario della notte, [...].»
(Incipit dell'opera)
Urlo (Howl) è un poema di Allen Ginsberg. Fu letto per la prima volta nel 1955 nella Six Gallery di San Francisco, dal poeta stesso. Il poema fu pubblicato nella raccolta Howl and Other Poems nell'autunno 1956 dalla City Lights Bookstore di Lawrence Ferlinghetti, quarto della serie di edizioni di poesie City Lights Pocket Poets Series. La pubblicazione portò all'arresto di Ferlinghetti per diffusione di oscenità.
Howl ha segnato una svolta nella poesia contemporanea: è una ballata psichedelica, un grido di dolore e protesta contro l'America, un viaggio nella mente dell'autore. Versi rapidi, che incastrano decine di esistenze nell'invito finale a non dimenticare ciò che è santo e vero nella vita.
Nell'opera si intrecciano storie ed esperienze dei componenti della Beat Generation, di cui è divenuta manifesto (una particolare dedica, contenuta nella prima parte, è fatta da Ginsberg a Neal Cassady, il suo grande amore non corrisposto).  Il poema è dedicato all'amico Carl Solomon, che Ginsberg incontrò nel 1949 all'ospedale psichiatrico di Columbia, a New York.
In Italia, fu pubblicato nel 1965 da Mondadori, all'interno della raccolta Jukebox all'Idrogeno, tradotto da Fernanda Pivano.

## Struttura e trama
Il poema è suddiviso in tre parti più una nota addizionale. Si tratta di un urlo di dolore, di denuncia, di celebrazione, i cui versi scorrono al ritmo del bebop e dell'avanguardia jazz degli anni Cinquanta.
Nella Parte I, composta da 78 lunghi versi, si corona la poetica di Ginsberg, carica di anticonformismo, slancio vitale e liberazione omosessuale. Egli descrive lo sgretolamento e il disagio di chi vive nei sobborghi e nelle periferie della città moderna, una lotta dalla quale uscirà emaciato. È una lunga, profonda e geniale descrizione della vita di questi desperados moderni. Dopo la celebre apertura, per mezzo del ripetersi di "who..." la poesia segue lo stesso ritmo di una performance jazz, durante la quale i musicisti tornano sempre sulla stessa nota per poi prendere una strada improvvisata. Raccoglie e proietta nel futuro l'esperienza e la voce di coloro "che si procuravano bruciature di sigarette sulle braccia protestando la foschia narcotica di tabacco del Capitalismo, che distribuivano pamphlet supercomunisti a Union Square piangendo e spogliandosi mentre le sirene di Los Alamos li lamentavano via". Al centro della prima parte, c'è la dedica che il poeta fa a Neal Cassady: "N.C., eroe segreto di questi versi, amatore e Adone di Denver - gioia alla memoria delle sue innumerevoli scopate di ragazze in parcheggi vuoti e retri di tavole calde". Neal Cassady, grande protagonista della beat generation, fu il primo grande utopico amore di Ginsberg; a lui è dedicata anche la poesia The Green Automobile. Troviamo in questa parte già numerose allusioni all'avversione decisa e rabbiosa dell'autore nei confronti dei manicomi e dei metodi disumani in uso all'epoca. Fortemente traumatizzato dall'internamento di sua madre in una casa di igiene mentale (infatti Naomi Ginsberg, alla quale è dedicata l'altra celebre poesia Kaddish, un canto funebre nello stile del lamento ebraico, passò più di quindici anni della sua vita in un manicomio, fu sottoposta a lobotomia e dopo poco morì generando un grande senso di colpa nell'animo del poeta), Ginsberg definisce i manicomi "le fetide sale del Pilgrim State, di Rockland e di Greystone". L'ultima parte della sezione, come in un viaggio d'ascesa secondo le norme del Buddismo Zen, riferirà delle avventure beat con nuove visioni e esperienze vissute in culture, lontane da quella distruttiva capitalista e americana, alla cui "nuda mente" sarà dedicato "un eli eli lamma lamma sabachtani grido di sassofono che scosse le città fino all'ultima radio con il cuore assoluto del poema della vita macellato dai loro corpi buono da mangiare per mille anni."
La Parte II si costituisce di 25 lunghi versi ed esordisce con la questione: "Quale sfinge di cemento e alluminio gli ha spaccato il cranio e gli ha mangiato i cervelli e l'immaginazione?" e funge da diretto filo conduttore con la prima parte del poema. La colpa di tale prevaricazione viene attribuita a Moloch, immagine nella quale Ginsberg sintetizza metaforicamente il capitalismo e la società americana, essendo un demone proveniente dalla religione ebraica che, a causa di allucinazioni generate dall'assunzione di peyote, il poeta vede come un orribile mostro (per la precisione, ciò che Ginsberg vede come Moloch, è un grande edificio, un celebre hotel di New York). Sotto effetto del peyote è scritta gran parte della sezione. Viene denunciato Moloch, il cui nome è ripetuto come un mantra: "Moloch! Moloh! Incubo di Moloch! Moloch il senza amore! Moloch Mentale! [...] Moloch carcere senz'anima e Congresso di dolori! Moloch i cui edifici sono sentenze! Moloch la vasta pietra della guerra! Moloch i governi stupefatti! Moloch la cui mente è puro meccanismo! Moloch il cui sangue è denaro che scorre! Moloch le cui dita sono dieci eserciti!". Si trattava della prima vera dichiarazione di antifascismo americano.
La Parte III, che si compone di 19 versi, è interamente dedicata a Carl Solomon, nominato già nella prima sezione di Howl: ("Ah, Carl, finché non sei al sicuro neanch'io sono al sicuro, e ora sei proprio nel completo brodo animale del tempo"). Ritorna il tema della madre in manicomio. Qui, la ripetitività torna ai ritmi del bebop, esprimendosi nella frase "I'm with you in Rockland" che si ripeterà alternatamente alla fine di ogni verso. La sezione si carica di una tragicità potente resa da immagini forti e dolenti riportate alla superficie da quel flusso di coscienza che renderà alla pagina il dolore del poeta in un urlo mai disincantato ma pur sempre dissacrante. Ginsberg aveva incontrato Carl Solomon nella casa di cura in cui si fece internare per sfuggire a un problema di carattere giudiziario. Questa sezione, colma di una certa tenerezza, è caratterizzata da aspetti estremamente tragici, in cui Ginsberg manifesta ancora più apertamente il suo dissenso per le pratiche in utilizzo nei manicomi: "Sono con te a Rockland dove siamo grandi scrittori sulla stessa orribile macchina da scrivere [...] Sono con te a Rockland dove gridi in camicia di forza che stai perdendo la partita dell'autentico pingpong degli abissi. Sono con te a Rockland dove pesti sul pianoforte catatonico l'anima è innocente e immortale non dovrebbe morire mai empiamente in un manicomio armato. Sono con te a Rockland dove cinquanta altri shock non restituiranno mai più la tua anima al corpo dal suo pellegrinaggio verso una croce nel nulla".
La nota finale (Howl Footnote), composta da 15 versi, è caratterizzata dal ripetitivo mantra "Holy!" (Santo!) e si caratterizza di uno stile profondamente whitmaniano. Da Song of Myself di Walt Whitman Ginsberg trae il ritmo, lo stile del verso, la cadenza biblica e la celebrazione del buono della vita, dell'uomo in ogni sua parte del suo corpo. Nella lista, ancora, compare anche sua madre ("Santa mia madre in manicomio!"). Intanto, benedice in un "santo" elenco tutti i beats: "Santo Peter santo Allen santo Solomon santo Lucien santo Kerouac santo Huncke santo Burroughs santo Cassady santi gli sconosciuti mendicanti sodomiti e sofferenti santi gli orrendi angeli umani!", consacrandoli ad angeli in Moloch.

## Lingua e stile
Il poema, tacciato all'epoca di oscenità, presenta il linguaggio della realtà quotidiana del poeta, risultato consequenziale della tecnica beat "Primo pensiero, miglior pensiero". L'uso frequente di termini erotici, mira a quella liberalizzazione dell'omosessualità, inaccettabile per un'epoca che ha conosciuto un enorme picco di conformismo. Il ritmo del respiro è preso come unità di pensiero ed espressione, in una serie di rapidi versi whitmaniani dalla forte carica espressiva. Le visioni ricordano quelle di Rimbaud e di quel surrealismo che il poeta aveva conosciuto a partire dal 1949, sotto suggerimento dell'amico Solomon. Il ritmo della poesia ripete, come già detto, il ritmo del jazz be bop in alcune sue sezioni, mentre si snoda in ritmi mantrici in altre (come nel caso dei termini, usati come mantra, "Moloch!" e "Holy!" nelle sezioni II e IV). Mentre i versi della prima sezione prendono i toni della denuncia, l'urlo di protesta si snoda nella seconda, fino sciogliersi in pietosa e adirata compassione nella bellissima sessione III per Carl Solomon, e giungere a urlo di celebrazione de "l'intelligente bellezza dell'animo" nella nota finale, evidente omaggio a Withman. Uno stile schietto e potente di una causa eterna, che rendeva il suo autore scandaloso, che oggi si rivela estremamente realistico e attuale. Benché siano presenti numerosi termini scurrili, i versi manifestano un'inattacabile purezza, intellettuale e morale. Scrisse Pasolini in una lettera dell'ottobre 1967: "Caro, angelico Ginsberg, ieri sera ti ho sentito dire tutto quello che ti veniva in mente su New York e San Francisco, coi loro fiori. Io ti ho detto qualcosa dell’Italia (fiori solo dai fiorai)... queste sono state le nostre chiacchiere. Molto, molto più belle le tue, e te l’ho anche detto il perché... Perché tu... sei costretto a inventare di nuovo e completamente - giorno per giorno, parola per parola - il tuo linguaggio rivoluzionario".
Il lettore viene completamente coinvolto, assorbito e affascinato dall'universo creato dallo stile di Ginsberg. La velocità e la forza dei versi innalzano le cause che hanno portato il poeta a scrivere la poesia. Ne consegue che la reazione del lettore per questo linguaggio nuovo e coinvolgente, non può essere di indifferenza. Se da un lato Ginsberg aveva scandalizzato una parte della società americana, era inneggiato da un'altra. La Beat Generation, che era stata precursore della rivoluzione del sessantotto, era sicuramente giunta a realizzare negli animi di un vasto pubblico, una grande opera di liberalizzazione da vecchi e arrugginiti dogmi sociali. Ginsberg aveva risvegliato le coscienze di una generazione dal conformismo americano del secondo dopoguerra e, non meno importante, della guerra fredda. Il valore tuttora universale della sua opera, il coinvolgimento emotivo che la lettura di The Howl inducono nel lettore contemporaneo, lo dimostrano.

## Pubblicazione

### Fama
Nel 1955, a San Francisco, esisteva un movimento letterario, che poi venne chiamato Poetry Renaissance of San Francisco del quale Kenneth Rexroth era il fulcro. A settembre del 1955, Ginsberg parlò con Rexroth e, di conseguenza, fu organizzata una serata letteraria in una piccola galleria d'arte chiamata Six Gallery, nei pressi dell'Embarcadero. Erano presenti 100-150 persone della comunità bohèmienne di San Francisco, della Marina County e della Bay Area. Jack Kerouac aveva comprato delle bottiglie di Thunderbird, un vino aromatizzato ad alta gradazione alcolica e le passava di mano in mano fra la gente. I poeti si erano seduti su un piccolo palco in semicerchio e a turno lessero le proprie poesie. Kerouac descrisse questa serata nel romanzo I vagabondi del Dharma. Quando Ginsberg si lasciò trasportare dalla lettura di Howl, come se cantasse un inno, emozionato fino alle lacrime, successe un pandemonio. Finalmente i singoli poeti, non erano più soli, entità separate alla deriva ma si sentivano di essere diventati un gruppo, un gruppo di rottura con la tradizione letteraria americana e di rottura contro l'alienazione che l'establishment americano imponeva con una massiccia propaganda e rappresentato dall'ideologia fasulla dell'American way of life, nel quale al benessere così tanto pubblicizzato corrispondeva una squallida realtà fatta di cambiali da pagare a fine mese. Si era formato un gruppo di poeti beat, la Beat Generation.
A maggio del 1956, a San Francisco ci fu una replica della serata letteraria, in un teatro di Berkeley. Allen lesse Howl gesticolando e urlando, allora ci fu una reazione del pubblico che fischiava quando Allen diceva Moloch e applaudiva quando diceva amore. Alla fine si accesero le luci e tutti si abbracciavano e si accalcavano per stringere la mano ai poeti.
Il New York Times mandò il poeta Richard Eberhart a San Francisco nel 1956 per descrivere la scena poetica lì presente. Il risultato della visita di Eberhart fu un articolo pubblicato nel New York Times Book Review del 6 settembre con il titolo West Coast Rhythms (Ritmi della West Coast). L'articolo di Eberhart richiamò l'attenzione statunitense nei confronti di Howl come "il migliore poema del giovane gruppo" dei poeti che saranno conosciuti come i portavoce della Beat Generation.
Howl non è soltanto un poema famoso. Le sue idee di cambiamento hanno avuto risonanza attraverso i decenni. Nel 2005, avvennero manifestazioni celebrative del 50º anniversario della prima lettura del poema, il 7 ottobre 1955, a San Francisco, New York e Leeds nel Regno Unito. L'evento inglese, Howl for Now (L'urlo per oggi), fu accompagnato da una raccolta di saggi con lo stesso, edito da Simon Warner, che rifletteva il potere e l'influenza del poema nel tempo.

### Processo del 1957
Lawrence Ferlinghetti mandò Urlo all'editore Villiers, in Inghilterra che lo pubblicò. Poi Ferlinghetti importò il libro e il funzionario dell'ufficio doganale diede alla casa editrice City Lights, il permesso alla ristampa, senza leggerlo ma quando si accorse che il libro a San Francisco vendeva troppo si incuriosì e quando finalmente lo lesse, il 25 marzo 1957, fece sequestrare 520 copie, perché era preoccupato che potesse turbare la coscienza dei bambini.
Howl contiene molti riferimenti all'uso delle droghe, anfetamina, LSD, morfina, marijuana e riferimenti troppo espliciti a pratiche sessuali, sia eterosessuali sia omosessuali.
Fu quindi aperto un processo per oscenità nei confronti dell'editore Lawrence Ferlinghetti.
Ferlinghetti pubblicò un nuovo Howl purificato dei termini considerati osceni, così il procuratore di stato della California non accolse la denuncia. Ma l'ispettore doganale si lamentò con il tribunale dei minori che emise un mandato di cattura nei confronti di Ferlinghetti. Nove esperti di letteratura testimoniarono in favore del poema. Con il supporto dell'Unione per le Libertà Civili Americane, Ferlinghetti vinse la causa quando il giudice Clayton Horn, assolse Ferlinghetti dall'accusa di oscenità, dichiarando che censurare il poema avrebbe comportato una limitiazione anticostituzionale della libertà d'espressione. Dunque un libro di importanza sociale riedificante. Il caso fu ampiamente pubblicizzato, con articoli su Time, su Life e su Evergreen con un articolo di Ferlinghetti stesso, assicurando un'ampia diffusione del libro, che è diventato uno dei poemi americani più popolari al mondo.

## Rivisitazioni

### Yowl
Nel 1986 Christopher Buckley e Paul Slansky, nel giornale The New Republic, pubblicarono una rivisitazione in stile anni ottanta di "Howl", intitolata "Yowl". La poesia, una parodia sia dell'opera originale di Ginsberg sia della vita degli Yuppie che la nuova versione dipingeva, fu composta per celebrare il trentesimo anniversario della prima pubblicazione di "Howl".

### Howl.com
Nel 2000, all'apice del boom delle dot-com, Thomas Scoville scrisse una parodia di Howl intitolata Howl.com, di grande e rapida diffusione nel web. Era imperniata sulla tecnologia internet, sul mondo degli affari dei new media e sulle strutture sociali emergenti che hanno accompagnato la crescita di popolarità di internet, come lo sviluppo dell'open source e le celebrità informatiche.

### How?
Nel gennaio 2003 Penny Rimbaud, fondatore della band anarchica Crass, eseguì l'"Howl" di Ginsberg come parte del primo evento della Crass Agenda al Vortex Jazz Club nello Stoke Newington di Londra. Dopo quest'improvvisazione, Oliver Weindling, dell'etichetta jazz Babel Record, suggerì di registrare in studio la performance. Tuttavia Rimbaud, non riuscendo ad ottenere l'autorizzazione necessaria dai testamentari di Ginsberg a usare l'opera, la riscrisse in chiave moderna, come critica verso la cultura americana del dopo 11 settembre 2001. Parlando della sua opera Rimbaud afferma: "In How? ho cercato di affrontare la pazzia innata del 'Nuovo Ordine Mondiale', una delle aberrazioni che, a mio parere, neanche Ginsberg avrebbe potuto immaginare nei suoi peggiori incubi". Se da una parte manca la maggior parte della struttura e dello spirito dell'opera originale, dall'altra "How?" contiene alcuni cambiamenti significativi, inclusa la sostituzione di 'Mammon' con 'moloch' e di 'holy' con 'wholly' nella celebrativa nota finale del poema. Una registrazione dell'"How?" di Rimbaud, eseguito live e improvvisato con una banda jazz al Vortex Club, è stata pubblicata nel 2004.

### Urlo(film)
Sul libro di Allen Ginsberg si basò la sceneggiatura del film Urlo, interpretato nel 2010 dall'attore James Franco.